# Camille Bazille
Pour les articles homonymes, voir Bazille.
Camille Bazille est un homme politique français né le 1er mai 1854 à Poitiers (Vienne) et décédé le 1er février 1900 à Paris.
Docteur en droit, il est avocat à Poitiers, puis à Paris en 1878. Il est avocat au Conseil d’État et à la Cour de cassation en 1882. Conseiller général du canton de Monts-sur-Guesnes de 1883 à 1900, il est député de la Vienne de 1892 à 1900, se consacrant surtout aux questions militaires.

## Sources
- « Camille Bazille », dans le Dictionnaire des parlementaires français (1889-1940), sous la direction de Jean Jolly, PUF, 1960 [détail de l’édition]